# サンナ・ニャッシ
サンナ・ニャッシ（1989年1月31日 -  ）は、ガンビア出身のサッカー選手（フォワード、ミッドフィールダー）。元ガンビア代表。

## クラブ経歴

### ガンビア・ポーツ・オーソリティFC時代
2004年にガンビアのガンビア・ポーツ・オーソリティFCに加入し、プロデビュー。2007年のガンビアカップの決勝戦（対ホークスFC戦）では決勝ゴールを決め、優勝に貢献した。

### シアトル・サウンダーズFC時代
2009年からはシアトル・サウンダーズFCでプレー。2010年のUSオープンカップ決勝では、コロンバス・クルーから2得点を挙げ、チームの大会連覇に貢献した。

### コロラド・ラピッズ時代
2011年7月20日、対ニューヨーク・レッドブルズ戦で、メジャーリーグサッカー（MLS）移籍後初となるハットトリックを達成した。

### CFモントリオール・シカゴファイアーFC時代
2012年から2年半、CFモントリオールでプレー。2014年7月29日、ディリー・デュカとのトレードでシカゴ・ファイアーFCに移籍したが、同年シーズン終了後、退団が発表された。

### ペナンFC時代
2017年6月、マレーシア・スーパーリーグに所属するペナンFCと契約。

## 代表経歴
2005年に開催されたアフリカ U-17ネイションズカップに出場するU-17ガンビア代表に選出され、ブルキナファソ戦で得点した。U-20代表としても2007 FIFA U-20ワールドカップ（カナダ開催）メンバーに登録された。